# 31. фебруар
31. фебруар је измишљени датум који се углавном користи да би се нагласило да су подаци коришћени тог датума измишљени и нису тачни. 
30. фебруар се такође користи у сличне сврхе, мада је, за разлику од 31. фебруара, тај датум чак и стваран датум у неким календарима и у неким годинама. 